# ALBUM (松任谷由実のアルバム)
『ALBUM』（アルバム）は、松任谷由実（ユーミン）のベスト・アルバム。オリジナルは1977年12月25日に東芝EMIからリリースされた（LP：ETP-72291、CT：ZT25-172）。1981年5月5日再発（LP：ETP-90080、CT：ZT28-780）。現在までCD化されていない。

## 解説
- 荒井由実&松任谷由実というアーティスト名で発売されたベスト・アルバム。結婚後あまり表立った活動をしていなかった1977年、ユーミン本人はアルバムを出すつもりはなかったが、レコード会社に頼まれる形でこのベスト・アルバムをリリースした。もちろん本人は乗り気ではなく、ベスト・アルバムにしてはオリコンの集計上で5.1万枚、カセットテープが0.9万枚と売り上げが不振だったことからも、後にこのアルバムを「最大の汚点」と自著『ルージュの伝言』で語っている。乗り気のなさを表しているのがジャケットデザインで、白レーベルのサンプル盤をそのまま写したものである（更に、それは本作ではなく『14番目の月』のLP盤を撮影したものである）。歌詞カードはユニークなすごろくになっている。オリジナル収録されなかった1977年のシングル曲4曲を全て収録した唯一のアルバムであった。
- 後に乱発されたアルファレコード企画のベストとは違い、レコード会社製作の非売品ディスコグラフィにひっそりと載せられ、オフィシャルサイト上のYUMING SOUND LIBRARYのベスト盤ディスコグラフィに掲載される公認ベスト・アルバムであったが、度々削除されており、2022年10月現在では掲載されていない。
- 本作は発売当時の売れ行きが今ひとつだったことに加え、シングル（EP、CDシングル、両者共）も現在では入手困難となっていることが要因ともなり、本作の中古LP盤は保存状態の良いものであれば価格が高騰する傾向がある。

## 収録曲

### Side A
1. 遠い旅路
シングル「遠い旅路」より。
2. 中央フリーウェイ
アルバム『14番目の月』より。
3. グッド・ラック・アンド・グッドバイ
アルバム『14番目の月』より。
4. 曇り空
アルバム『ひこうき雲』より。
5. ナビゲイター
シングル『遠い旅路』より。

### Side B
1. 卒業写真
アルバム『COBALT HOUR』より。
2. 海を見ていた午後
アルバム『MISSLIM』より。
3. 潮風にちぎれて
シングル「潮風にちぎれて」より。
4. 生まれた街で
アルバム『MISSLIM』より。
5. 消灯飛行
シングル「潮風にちぎれて」より。

- 作詞・作曲 : 荒井由実、松任谷由実（A-1,A-5,B-3,B-5）　編曲 : 松任谷正隆、荒井由実&キャラメルママ（A-4）

## 参加ミュージシャン
各オリジナルアルバム参照。